# Гонки на бычьих упряжках
Гонки на бычьих упряжках — гонки быков, вид состязаний, в которых в качестве тяглового животного используют быков или волов. Гонки имеют как спортивное, так и ритуальное и символическое значение в разных странах. Известны как минимум с начала нашей эры.

## Италия
Раз в год, в конце апреля и начале мая в деревне Урури, Сан-Мартино-ин-Пенсилис, Портоканноне и Кьети (провинция), проходят дни почитания местных святых покровителей. В обряд почитания входит скачка на упряжках, в которые запрягают волов. В итальянском языке гонка называется — La Carrese.
Гонка проходит на извилистой трассе, длиной 9 километров, по просёлочным дорогам. Волы при гонке идут галопом, как и на лошадиных скачках. Скорость быков достигает 40 — 45 км в час. Гонка стартует в сельской местности и завершается на центральной площади деревни. Победившая команда, первой пересекшая линию городских ворот, получает право отображать своего святого покровителя на колеснице./, во время праздничной процессии, проходящей после скачек. Одну команду составляет 20 человек, из них два жокея. Составлены из близких родственников и знакомых. Гонки являются одновременно традицией и азартным видом спорта, при котором деревни и кланы итальянцев, соперничают, имеют свои места для встреч для обсуждения стратегии на гонках, что бы о неё не узнавали соперники. количество соревнующихся команд варьируется между двумя — четырьмя. Большего количества не бывает.
Для упряжи используют волов итальянской породы — Podolica (en:Podolicaитал.). В течение года, предшествующего состязаниям, волов тщательно готовят. Помимо грамотного отбора животных по массе, росту и конституции, в хлевах, где содержатся волы, члены команды в течение года каждый день осматривают животных, лечат, ухаживают. Содержание пары волов в год достигает 20 тыс. евро на 2018 год, что сравнимо по цене содержания для чистокровных скаковых лошадей.

## Индия
В Индии есть несколько типов скачек. В каждом штате скачки имеют свои специфические названия, традиции и особенности. Как правило скачки приурочены в какому то религиозному празднику, включая ритуальное купание в реке Ганг.
В городе Вишакхапатнам гонки приурочены к индуистскому празднику урожая Макара-санкранти. Проходят по классической схеме — быки породы зебу, впрягаются в лёгкие колесницы и управляются одним жокеем. При этом гонка имеет важное статусное значение для тех, кто может позволить себе принимать в ней участие. Стоимость быков нужных характеристик достигает от 6.5 до 80 тыс. долларов. Участие в гонках по этой причине принимают в основном фермеры. В качестве приза администрация города назначает денежное вознаграждение.
В штате Керала скачки на быках имеют свои традиции. Устраиваются 15 августа и приурочены к празднику Онам. Они проходят на рисовых полях, залитых водой. Гонки основаны на зрелищности и ловкости жокеев. В качестве опоры для ног используется деревянный плуг, без каких либо креплений для человека, ноги остаются босыми. Наездник держится за бычьи хвосты, никаких верёвок для управления не используется, плуг на котором стоит человек, крепится с помощью деревянных жердей. Наиболее близкое сравнение данных скачек — сёрфинг, при этом в качестве тяговой силы выступают животные. Если участников много, соревнования могут длится неделю. В процессе гонки, учитывая что она проходит по земле, залитой водой, поднимаются бурные всплески грязной воды и жидкой земли. Жокей управляет быками при скачке всегда один, но после завершения гонки, животных нужно грамотно остановить, успокоить, поэтому команда обычно состоит из трёх человек.

## Индонезия

### Мадура

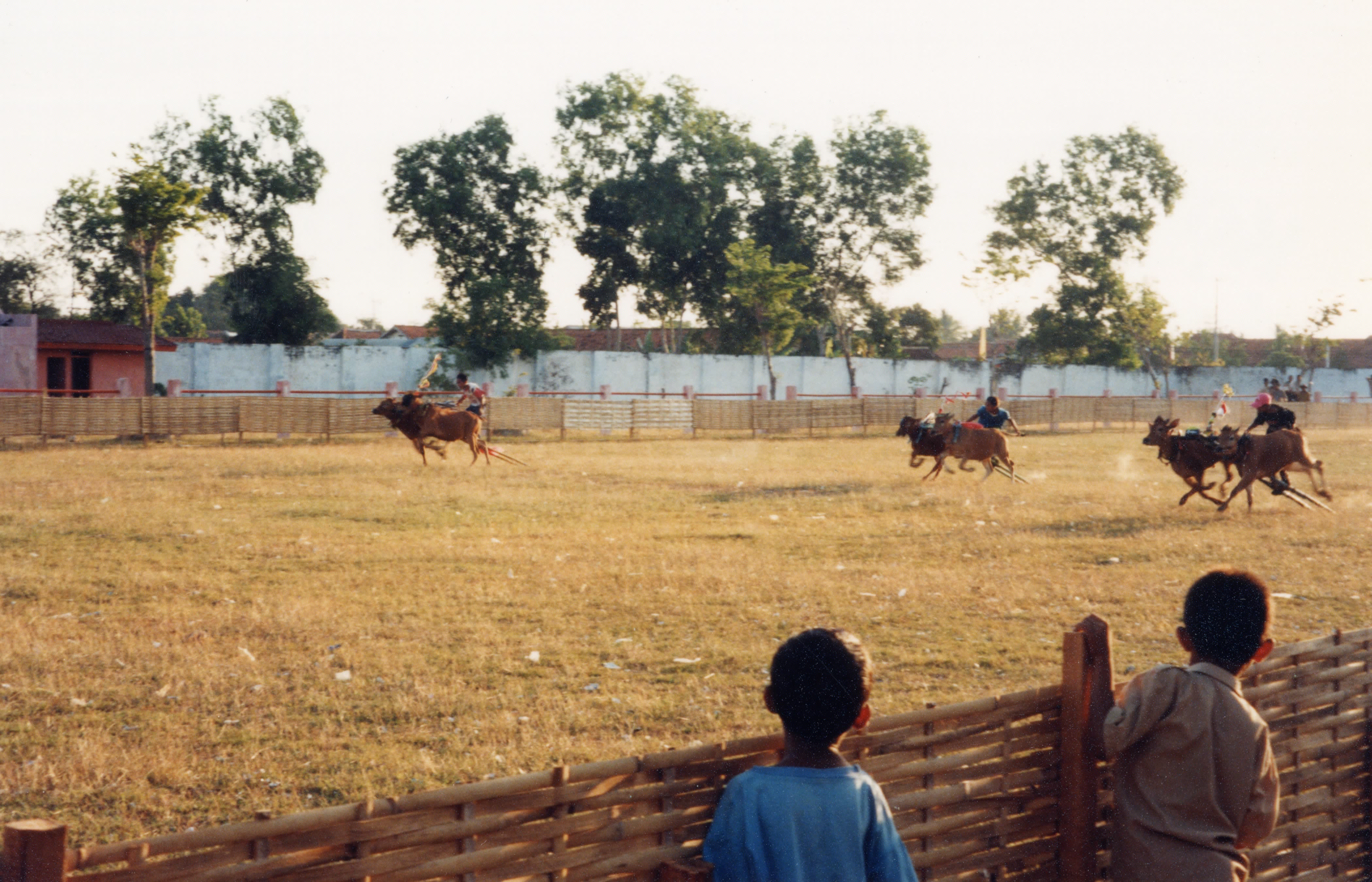
Гонки на бычьих упряжках на Мадуре. 1999 год

В Индонезии гонки на бычьих упряжках проводятся в различных регионах. Наиболее богатой историей, исчисляемой столетиями, отличаются состязания, проводящиеся на Мадуре, которые являются важнейшей традицией местного населения и одной из основных культурных достопримечательностей этого небольшого острова. В качестве ездовых животных используются быки местной породы. Заезды проходят ежегодно в августе-октябре в различных населённых пунктах, после чего их победители соревнуются в финальном туре, традиционно проводимом в округе Памекасан. К концу 1980-х годов популярность бычьих гонок выросла настолько, что победителю памекасанских соревнований стал вручаться переходящий приз от имени президента Индонезии, а сцена из гонок изображалась на реверсе монеты достоинством 100 индонезийских рупий, выпускавшейся в 1991—1998 годах
.

### Бали
В начале XXI века мадурская традиция бычьих гонок была перенята на соседнем Бали, где получила местное название Makepung, прямой перевод - погоня.. Это событие проходит под эгидой губернаторства и за победу вручается приз — «кубок Джембрана» — одноимённо с округом на Бали — Джембрана (округ). Имеется денежный приз за победу, на 2018 год сумма составляла 1 500 долларов. Заезды проходят рядом с деревней Тувед. Одновременно с этим, в тот же день организуется фермерский фестиваль, что приносит не малую выгоду фермерам. Заезд проходит по сухой трассе, без препятствий и воды
Быков для участия в гонках быков, называемых kerbau pepadu, украшают необычными головными уборами. В заезде участвует до сотни животных. Упряжь каждой колесницы состоит из пары быков. Наездники удерживаются на ней стоя на ногах и управляя вожжами. Для стимулирования животных используется колючий кнут, которым наездники активно их подгоняют, основное место для ударов — колени. Длина заезда — 3 километра. Условием безоговорочной победы жокея служит отрыв от соперников более чем на 10 метров. При отрыве равном или меньшем — соперники вправе требовать победы и для себя. Тогда проводится повторный заезд, до выяснения победителя. Срок проведения соревнований в течение года сдвигается, в силу того, что урожай риса имеет разные даты.

### Суматра
На острове Суматра проходят гонки на быках под местным названием — Pacu Jawi. Суть гонки в том, что как и в Индии, в штате Керала, гонка проходит по рисовому убранному полю, залитому водой. Быков запрягают парой, Человек удерживается при движении за хвосты животных, стоит на деревянной доске, без каких либо креплений и ограждения. По сути это сёрфинг, только с тягловой силой. Скорость достигает 30 — 40 км в час., длина заезда — 80 метров. Стоимость быков для гонки достигает 3 000 долларов.
Гонка имеет одновременно несколько значений — как религиозно культовое, в честь окончания сбора урожая риса. Как спортивно и азартное — на данным момент она стала довольно популярным зрелищем, организовываются специальные туристические маршруты, с учётом того, что бы попасть на данные состязания. Так же гонка выгодна фермерам, чьи быки в ней участвуют и побеждают, цена на таких животных резко возрастает.